# Левадки (Сімферопольський район)
Лева́дки, також Ліва́дкі (крим. Livadki) — село Сімферопольського району Автономної Республіки Крим. Від 2014 року тимчасово окуповане Росією.
У Левадках сім вулиць, площа села складає 279,88 гектара.

#### Динаміка чисельності населення
- 1926 рік — 165 осіб
- 1939 рік — 201 осіб
- 1989 рік — 683 осіб
- 2001 рік — 807 осіб
- 2009 рік — 872 осіб
- 2014 рік — 1036 осіб

#### Культові споруди
- Мечеть Кадир-Джамі

## Галерея

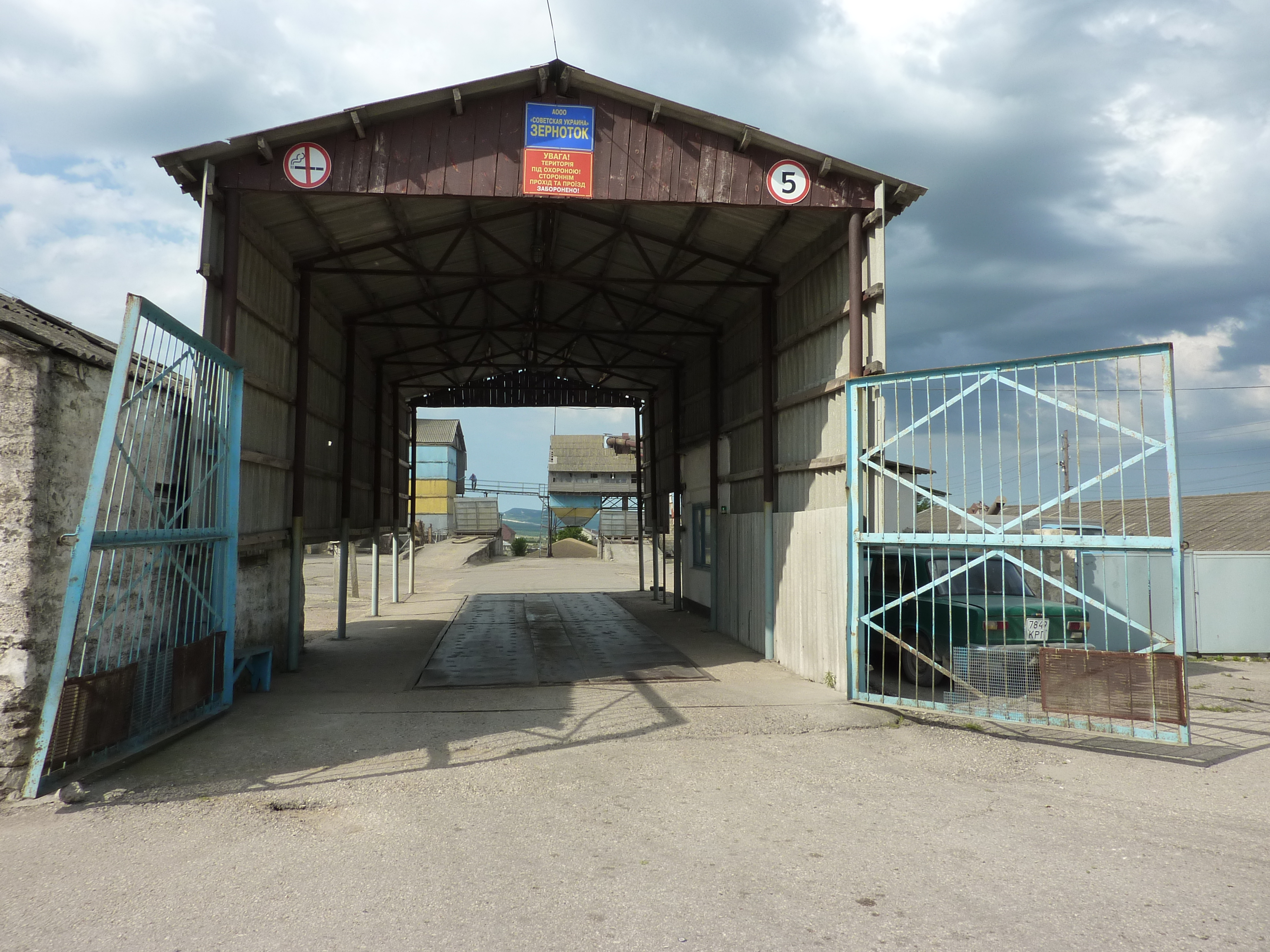
Лівадки, 2013
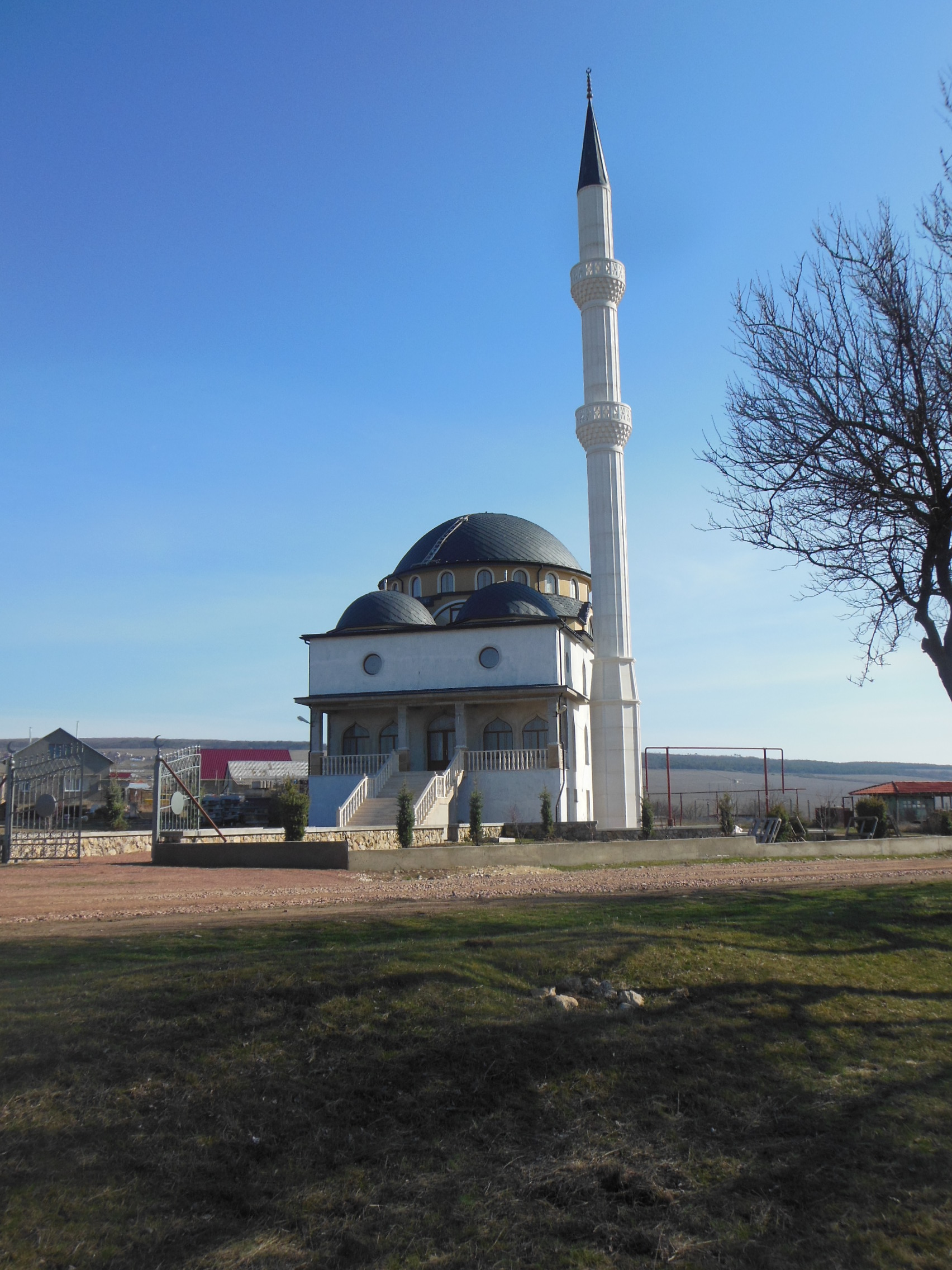
Мечеть Кадир-Джамі, 2015 рік
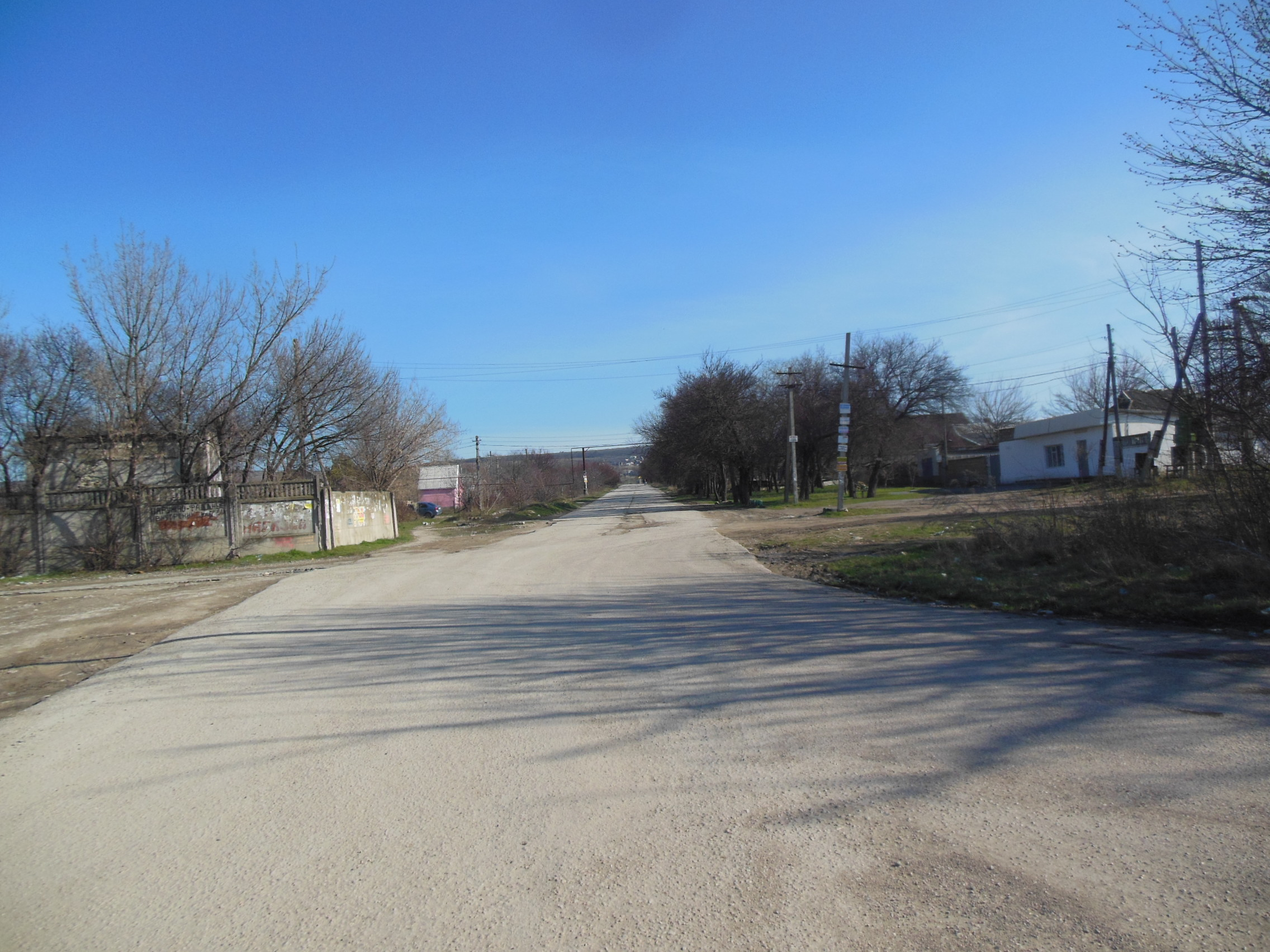
Лівадки, 2015 рік